# The Fight for Millions
The Fight for Millions è un film muto del 1913 diretto da Herbert Blaché.

## Trama
Il banchiere Harrington viene rapito e la polizia sospetta che il colpevole possa essere Darwin Russell, il fidanzato di Helen, la figlia del banchiere. In realtà, i veri rapitori sono Sorenti e la sua banda di criminali. Sorenti, oltretutto, cerca di conquistare la mano (e i soldi) di Helen, ma questa è fedele al fidanzato. Il malvivente, allora, rapisce il rivale ma poi lo libera, consapevole che la polizia si metterà sulle tracce di Russell, sviando così le indagini dai veri responsabili del sequestro. Helen, avendo fiducia in Russell, assume il detective Delaney che ben presto rimette le cose a posto. Convince la polizia dell'innocenza di Russell e, fattosi rapire pure lui, riesce a organizzare la fuga di Harrington e a portare le forze dell'ordine al quartier generale della banda.

## Produzione
Il film fu prodotto dalla Blaché Features Inc. Venne girato a New York City.

## Distribuzione
Uscì nelle sale cinematografiche USA nel settembre 1913.